# Danie Rossouw
Daniel Jacobus Rossouw (Mpumalanga, 5 de junio de 1978) es un exjugador sudafricano de rugby que se desempeñaba como segunda línea u octavo.

## Selección nacional
Debutó con los Springboks en octubre de 2003 ante los Teros y jugó regularmente en ellos hasta su retiro internacional en 2011. En total disputó 63 partidos y marcó diez tries (50 puntos).

### Participaciones en Copas del Mundo
Rossouw disputó tres mundiales, una marca espléndida para cualquier rugbista. Rudolf Straeuli lo convocó a su primera en  Australia 2003 como suplente de Bakkies Botha.
Jake White lo seleccionó a Francia 2007 donde nuevamente fue suplente de Botha y se consagró campeón.
Finalmente el primer entrenador negro de los Springboks, Peter de Villiers, lo llevó a Nueva Zelanda 2011. Fue titular junto a Victor Matfield y se retiró de la selección tras la misma.
| Mundial                       | Sede          | Resultado        | PJ | Tries |
| ----------------------------- | ------------- | ---------------- | -- | ----- |
| Copa Mundial de Rugby de 2003 | Australia     | Cuartos de final | 4  | 3     |
| Copa Mundial de Rugby de 2007 | Francia       | Campeón          | 7  | 1     |
| Copa Mundial de Rugby de 2011 | Nueva Zelanda | Cuartos de final | 4  | 2     |

## Palmarés
- Campeón del Rugby Championship de 2009.
- Campeón del Super Rugby de 2007, 2009 y 2010.
- Campeón de la Copa de Campeones de 2012/13 y 2013/14.
- Campeón del Top 14 de 2013-14.
- Campeón de la Top League de 2011-12 y 2012-13.
- Campeón de la Currie Cup de 2002, 2003, 2004, 2006 y 2009.